# لوگالباندا
لوگالباندا یک پادشاه خدایی سومری از اوروک بوده‌است که بر پایه منابع گوناگون ادبیات میان‌رودان، پدر گیلگمش بوده‌است. منابع نخستین به همسر او، نینسون، و کارهای قهرمانانه او در لشکرکشی به آراتا توسط پادشاه انمرکار اشاره می‌کنند.
لوگالباندا در فهرست پادشاهان سومری به عنوان دومین پادشاه اوروک نام برده شده‌است که ۱۲۰۰ سال فرمانروایی کرده و به او پاژنام (لقب) چوپان داده شده‌است. وجود تاریخی لوگالباندا در میان پژوهشگران روشن نیست. تلاش‌ها برای تاریخ‌گذاری او در دوره نخستین پادشاهی‌های میان‌رودان بر پایه آمیختن داده‌های آیین‌های حماسی هزاره دوم با مشاهدات باستان‌شناسی چندان روشن نبوده‌است.

## افسانه‌شناسی
لوگالباندا در منابع ادبی سومری که زودترین آنها برای میانه هزاره سوم است، همانگونه که در نوشته افسانه‌ای ناقص لوگالباندا و نینسونا که در ابو صلابیخ امروزی یافت شده‌است، در یک رابطه عاشقانه بین لوگالباندا و نینسون، پدیدار می‌شود. در نخستین فهرست‌های خدایان که از فرا آغاز می‌شود، نام او جدا و در رده‌ای بسیار پایین‌تر از ایزدبانوان دیده می‌شود. با این حال، در روایات پسین تا دوره سلوکی، نام او بیشتر همراه با همسرش نینسون آورده شده‌است.
گواه‌هایی وجود دارد که نشان می‌دهد پرستش لوگالبندا به عنوان خدا، از دوره اور سوم سرچشمه گرفته، که این گواه‌ها در لوح‌های نیپور، اور، اوما و پوزریش داگان آمده‌است. در دوره بابلی کهن، سین-کاشید اهل اوروک برای اینکه پرستشگاهی به نام ای-کای ساخته‌است شناخته می‌شود.
در همان زمان، لوگالبندا به‌طور برجسته به عنوان قهرمان دو داستان سومری مربوط به سلسله سوم اور، که توسط پژوهشگران، لوگالبندای یکم (لوگالبندا در غار کوهستان) و لوگالبندا دوم (لوگالبندا و پرنده آنزو) نامیده می‌شود، پدیدار می‌شود. هر دوی این داستان‌ها تنها در نسخه‌های پسین هستند و قطعه اور سوم نیز وجود دارد که کاملاً با هر یک از نسخه‌های سده هجدهم دیگرگون (متفاوت) است
این داستان‌ها بخشی از یک سری داستان‌هایی هستند که درگیری میان انمرکار، پادشاه اروک و انوشکشدانا، پروردگار آراتا که احتمالاً در ارتفاعات ایران بوده‌است، را تصویر می‌کنند. در این دو داستان، لوگالبندا سربازی در ارتش انمرکار است که نام او در فهرست پادشاهان سومری نیز به عنوان نخستین پادشاه اوروک و نیاکان لوگالبندا آمده‌است. قطعات موجود هیچ اشاره ای به جانشینی لوگالبندا برای پادشاهی پس از انمرکار نمی‌کنند.
در سروده‌های پادشاهی دوره اور سوم، اورنامو از اور و پسرش شولگی، لوگالبندا و نینسون را پدر و مادر سپند (مقدس) خود می‌خوانند و از این روی خود را برادر گیلگمش می‌نامند. سین-کاشید از اوروک نیز از لوگالبندا و نینسون به عنوان پدر و مادر آسمانی (الهی) خود یاد می‌کند و از لوگالبندا به عنوان خدای خود نام می‌برد.
در حماسه گیلگمش و در داستان‌های سومری پیشین دربارهٔ قهرمانی، گیلگمش خود را پسر لوگالبندا و نینسون می‌خواند. در شعر گیلگمش و هووا، پادشاه پیوسته و قاطعانه از این عبارت استفاده می‌کند که: "به جان مادرم نینسون و پدرم، لوگلبندای سپند!". گیلگمش همچنین در نسخه‌های اکدی حماسه، از لوگالبندا به عنوان خدای شخصی خود یاد می‌کند و در یکی از قسمت‌ها شاخ‌های روغنی گاو شکست خورده بهشت را «برای مسح خدایش لوگالبندا» ارائه می‌دهد.

## پژوهش‌های دانشگاهی
- Alster, Bendt. "Lugalbanda and the early epic tradition in Mesopotamia." In Lingering over Words: Studies in Ancient Near Eastern Literature in Honor of William L. Moran, pp. 59–72. Brill, 1990.
- Alster, Bendt. "Demons in the Conclusion of Lugalbanda in Hurrumkurra." Iraq 67, no. 2 (2005): 61–71.
- Falkowitz, Robert S. "Notes on" Lugalbanda and Enmerkar"." Journal of the American Oriental Society 103, no. 1 (1983): 103-114.
- Larson, Jennifer. "Lugalbanda and Hermes." Classical Philology 100, no. 1 (2005): 1-16.
- Noegel, Scott B. "Mesopotamian epic." A Companion to Ancient Epic (2005): 233–245.